# Iteu
Iteu – wieś w Rumunii, w okręgu Bihor, w gminie Abram. W 2011 roku liczyła 289
mieszkańców.